# Aleksandr Michajlovič Kondratov
Aleksandr Michajlovič Kondratov (in russo Алекса́ндр Миха́йлович Кондра́тов?; Smolensk, 31 ottobre 1937 – San Pietroburgo, 16 aprile 1993) è stato un linguista, biologo, giornalista e poeta russo.
Ha scritto molte decine di libri su vari soggetti: linguaggi antichi e moderni, storia, matematica, paleontologia, geologia, criptozoologia, Atlantide, e anche poesia. È stato il primo russo a scrivere una monografia sui dinosauri che si dice sopravvivano nei tempi moderni.

## Maggiori pubblicazioni

### Atlantide
- Атлантиды моря Тетис (Atlantide del Mare di Teti), 1986
- Атлантиды пяти океанов (Atlantide dei cinque oceani), 1987
- Атлантиды ищите на шельфе (Cerca Atlantide sulla piattaforma), 1988 - una trilogia

### Altre terre sommerse
- Атлантика без Атлантиды (L'Oceano Atlantico senza Atlantide), 1972
- Адрес — Лемурия? (L'Indirizzo - Lemuria?), 1978
- Была земля Берингия (C'Era Beringia), 1981
- Была земля Арктида (C'Era Arktida), 1983

### Antiche civiltà
- Великаны острова Пасхи (Giganti dell'Isola di Pasqua), 1966
- Погибшие цивилизации (Civiltà Svanite), 1968
- Когда молчат письмена. Загадки древней Эгеиды (Quando le lettere sono silenziose - Misteri dell'Antico Egeo), 1970 con V. V. Ševoroškin (В. В. Шеворошкин)
- Этруски — загадка номер один (La civiltà Etrusca - Mistero numero uno), 1977
- Великий потоп. Мифы и реальность (Il Diluvio - Miti e Realtà), 1982

### Paleontologia
- Динозавра ищите в глубинах (Cerca il dinosauro nelle profondità), 1984
- Шанс для динозавра (La chance per il dinosauro), 1992

### Oceanologia
- Тайны трех океанов (I misteri dei tre oceani), 1971
- Загадки Великого океана (I misteri Dell'Oceano Pacifico), 1974
- Следы на шельфе (Tracce sulla piattaforma), 1981

### Matematica
- Математика и поэзия (Matematica e poesia), 1962
- Число и мысль (Numero e mente), 1963
- Электронный разум (La ragione elettronica), 1987